# Tipula bartletti
Tipula bartletti är en tvåvingeart som beskrevs av Alexander 1920. Tipula bartletti ingår i släktet Tipula och familjen storharkrankar.
Artens utbredningsområde är Madagaskar. Inga underarter finns listade i Catalogue of Life.